# Juno Temple
Juno Violet Temple (London, Engleska, UK, 21. srpnja 1989.), je britanska glumica.
Rođena je u Londonu te je englesko-škotskog porijekla. Odrasta u umjetničkoj obitelji majke Amande koja je producentica te oca Juliena, filmskog redatelja.
Odrasla je u Somersetu, pohađavši prestižne obrazovne ustanove. Počela je glumiti kao dijete, ali profesionalno nastupa od 2006. i do sada je ostvarila 30-ak uloga. Bila je na audiciji za ulogu Lune Lovegood, ali je ulogu dobila Evanna Lynch.
Glumila je u filmovima kao što su: Bilješke o jednom skandalu, Okajanje, Tri mušketira, Vitez tame: Povratak, Lovelace, Buntovnica u internatu, Zlurada i Rogovi. Godine 2013. dobila je BAFTA-inu nagradu za zvijezdu u usponu.
Trenutno živi u Los Angelesu s dečkom, glumcem Michealom Angaranom.

## Vanjske poveznice
Juno Temple na imdb-u